# Ladislav Effenberk
Ladislav Effenberk (* 2. října 1955 Pardubice) je český politik, v letech 2000 až 2020 zastupitel Pardubického kraje, od roku 2010 starosta města Holic (starostou byl už v letech 1994 až 2006), člen ČSSD.

## Život
Vystudoval obor učitelství pro střední školy (aprobace matematika - chemie) na Přírodovědecké fakultě Univerzity Palackého v Olomouci (získal titul Mgr.). V 80. letech pracoval jako středoškolský učitel. Nejdříve na Střední průmyslové škole elektrotechnické v Pardubicích (1981 až 1984), pak na SOU chemickém v Pardubicích (1984 až 1986) a nakonec se vrátil na SPŠE v Pardubicích (1986 až 1990). Zároveň byl v letech 1990 až 1994 místostarostou města, v letech 1994 až 2006 starostou města, v letech 2006 až 2010 opět místostarostou a od roku 2010 je opět starostou města.
Ladislav Effenberk je rozvedený a má dva syny.

## Politické působení
V roce 1990 vstoupil do ČSSD. V komunálních volbách v roce 1990 byl zvolen do Zastupitelstva města Holic. Mandát zastupitele obhájil i v komunálních volbách v roce 1994, v komunálních volbách v roce 1998, v komunálních volbách v roce 2002, v komunálních volbách v roce 2006 a v komunálních volbách v roce 2010.
Do vyšší politiky vstoupil, když byl v krajských volbách v roce 2000 za ČSSD zvolen zastupitelem Pardubického kraje. Mandát obhájil i v krajských volbách v roce 2004 a v krajských volbách v roce 2008. V krajských volbách v roce 2012 sice neuspěl a stal se prvním náhradníkem, ale už v prosinci 2012 rezignoval Milan Fajfr na post krajského zastupitele a Effenberk se tak stal znovu zastupitelem. Ve volbách v roce 2016 však svůj mandát neobhájil, opět se stal prvním náhradníkem. Nicméně na konci listopadu 2017 rezignovala na post krajské zastupitelky jeho stranická kolegyně Lenka Dupáková (roz. Jurošková), a tak se od prosince 2017 do pozice krajského zastupitele vrátil. Ve volbách v roce 2020 mandát obhajoval, ale neuspěl (tentokrát skončil až jako 31. náhradník).
Ve volbách do Poslanecké sněmovny PČR v roce 2013 kandidoval v Pardubickém kraji jako lídr ČSSD, ale neuspěl (vlivem preferenčních hlasů totiž klesl až na třetí pozici a přeskočili jej Pavel Havíř a Jan Chvojka).